# 중앙수오미 지역

중앙수오미 지역의 문장

중앙수오미 지역의 위치

중앙수오미 지역(핀란드어: Keski-Suomi, 스웨덴어: Mellersta Finland)은 핀란드를 구성하는 지역 가운데 하나로, 중심 도시는 이위베스퀼레이며 면적은 19,761km2, 인구는 266,082명이다. 북포흐얀마 지역, 북사보 지역, 남사보 지역, 페이예트헤메 지역, 피르칸마 지역, 남포흐얀마 지역, 중앙포흐얀마 지역과 접하며 23개 지방 자치체를 관할한다.